# Azerbajdzjans olympiska kommitté
Azerbajdzjans olympiska kommitté är den oberoende nationella olympiska kommittén i Azerbajdzjan och ansvarig för landets deltagande i de olympiska spelen. Azerbajdzjans olympiska kommitté bildades 1992 och blev godkänd av Internationella olympiska kommittén (IOK) året därpå. Den har idag sitt säte i huvudstaden Baku.

## Historik
År 1991 blev Azerbajdzjan självständigt efter Sovjetunionens upplösning. 1992 grundades Azerbajdzjans olympiska kommitté i Baku och ansökte om medlemskap i Internationella olympiska kommittén (IOK). 1993 erkändes Azerbajdzjans olympiska kommitté av IOK.
Några år senare, 1996, deltog Azerbajdzjan för första gången i ett olympiskt spel, och landet har deltagit i varje olympiskt spel sedan dess.
Idrottare från det nuvarande landet Azerbajdzjan deltog även i olympiska spel mellan 1952 och 1988, men då under Sovjetunionens flagga.